# 高橋弘希
高橋 弘希（たかはし ひろき、1979年12月8日 - ）は、日本の小説家。青森県十和田市生まれ。

## 経歴
父は黒石市、母は十和田市出身で、親の仕事の関係で関東地方を転々として育つ。文教大学を卒業後、予備校講師として勤務しながらロックバンドで活動。
2014年に太平洋戦争を題材にした「指の骨」で新潮新人賞を受賞しデビュー。「指の骨」を含め3作が芥川賞候補となり、2018年に「送り火」で第159回芥川賞を受賞。青森県出身者の芥川賞受賞は三浦哲郎以来57年ぶり2人目で、同年12月に第1号となる十和田市市民栄誉賞を授与された。
「送り火」は東京から青森へ引っ越した中学生を主人公にいじめ問題を描いた小説で、父の出身地の黒石市が主な舞台となっており、大川原の火流しや津軽弁などのご当地ネタが数多く登場する。芥川賞贈呈式後の取材では、今後青森県を舞台にした作品を書く可能性について「小説として書くことは多分ない。今回（「送り火」）でほとんど書いてしまったので」と語っている。

## 人物
小学生の頃から将棋が強く、プロ棋士を目指し自ら「高橋システム」と名付けた矢倉囲いの戦術を考案した。大学在学中に研究の成果を試すため新宿将棋センターで加藤一二三と指してみたところ完敗し棋士になる夢を諦め、次に目指したのが作家だった。将棋は観る専門となったが、「将棋は小説を書いていく過程と似ている。『なんとなく』で進んでいくところが」と語り、朝日新聞からの依頼で朝日杯将棋オープン戦や名人戦の観戦記も書いている。2019年には「将棋と文学」をテーマにしたシンポジウムで女流棋士の室谷由紀と対談した。
高校時代にバンドを始め作詞・作曲を担当し、ギター、ベース、ドラム、鍵盤など様々な楽器を経験。ニルヴァーナ、スマッシング・パンプキンズ、ソニック・ユースなど海外のオルタナティヴ・ロックの曲を愛聴していた。バンドを題材にした2022年刊行の初の長編『音楽が鳴りやんだら』に自身の経験が生かされている。また、雑誌『文學界』でエッセイ「近現代音楽史概論B」を連載している。
漫画家を目指したこともあり、大学時代に『火星人大来襲』というギャグ漫画を描き集英社に作品を持ち込んだこともあるが、「とりあえず担当の反応が相当悪かったことだけ覚えています（笑）」と語っている。
2018年度上半期の第159回芥川賞を受賞したが、同年度下半期の第160回直木賞は同じく文教大学卒業生の真藤順丈が受賞し、文教大学の本部がある埼玉県内の紀伊國屋書店3店舗で2人の著書を展示・販売する記念イベントが開催された。

## 受賞・候補歴
- 2014年 - 「指の骨」で第46回新潮新人賞受賞。
- 2015年 - 「指の骨」で第152回芥川龍之介賞候補。『指の骨』で第28回三島由紀夫賞候補。「朝顔の日」で第153回芥川龍之介賞候補。
- 2016年 - 「短冊流し」で第155回芥川龍之介賞候補。
- 2017年 - 『スイミングスクール』で第30回三島由紀夫賞候補。『日曜日の人々（サンデー・ピープル）で第39回野間文芸新人賞受賞。
- 2018年 - 『日曜日の人々（サンデー・ピープル）で第31回三島由紀夫賞候補。「送り火」で第159回芥川龍之介賞受賞。
- 2022年 - 『音楽が鳴りやんだら』で第39回織田作之助賞候補。

## 作品リスト

### 単行本
小説
- 『指の骨』（新潮社、2015年1月 / 新潮文庫、2017年7月）
  - 「指の骨」 - 『新潮』2014年11月号
- 『朝顔の日』（新潮社、2015年7月）
  - 「朝顔の日」 - 『新潮』2015年6月号
- 『スイミングスクール』（新潮社、2017年1月）
  - 「スイミングスクール」 - 『新潮』2016年8月号
  - 「短冊流し」 - 『新潮』2016年1月号
- 『日曜日の人々』（講談社、2017年8月 / 講談社文庫、2019年10月）
  - 「日曜日の人々（サンデー・ピープル）」 - 『群像』2017年6月号
- 『送り火』（文藝春秋、2018年7月 / 文春文庫、2020年8月）
  - 「送り火」 - 『文學界』2018年5月号
  - 「あなたのなかの忘れた海」（文庫版のみ） - 『群像』2016年8月号
  - 「湯治」（文庫版のみ） - 『文學界』2020年6月号
- 『音楽が鳴りやんだら』（文藝春秋、2022年8月）
  - 「音楽が鳴りやんだら」 - 『文學界』2021年2月号 - 2022年4月号
- 『叩く』（新潮社、2023年6月）
  - 「叩く」[11] - 『新潮』2023年1月号
  - 「アジサイ」 - 『新潮』2018年12月号
  - 「風力発電所」 - 『新潮』2021年1月号
  - 「埋立地」 - 『新潮』2021年9月号
  - 「海がふくれて」 - 『新潮』2020年8月号

その他
- 『高橋弘希の徒然日記』（デーリー東北新聞社、2018年12月）
- 『近現代音楽史概論B 邦楽ロック随想録』（文藝春秋、2023年12月）

### アンソロジー収録
- 「短冊流し」 - 『文学2017』（講談社、2017年4月）
  - 初出:『新潮』2016年1月号
- 「踏切の向こう」 - 『文学2018』（講談社、2018年4月）
  - 初出:『すばる』2017年1月号

### 単行本未収録作品
小説
- 「愛と平和」 - 『ランバーロール』0号（2017年2月）
- 「21ピース 日曜日の人々（サンデー・ピープル）〈付録と補遺〉」 - 『群像』2019年1月号
- 「花束と水葬」 - 『すばる』2019年7月号
- 「飼育小屋」 - 『すばる』2020年1月号
- 「箱」 - 『新潮』2024年6月号
- 「HARMONIA（ハルモニア）」 - 『小説すばる』2025年2月号から連載
- 「空き家」 - 『文學界』2025年4月号

エッセイ・書評・その他
- 「25人に聞く 戦争を知るための一冊」 - 『すばる』2015年9月号
- 「読書日録」 - 『すばる』2016年7月号 - 9月号
- 「追想 syrup16g」 - 『文學界』2016年11月号
- 「Apple Musicを拝聴す。“Sigur Rós”“神聖かまってちゃん”“Temple of the Dog”」 - 『文藝』2016年秋季号
- 「午前零時、首都高速六号線」 - 『新潮』2017年11月号
- 「こんなことしてていいのか日記」 - 『すばる』2018年1月号 - 3月号
- 「井伏鱒二「黒い雨」試論」 - 『すばる』2018年3月号
- 「追悼 クリス・コーネル」 - 『文學界』2018年9月号
- 「アンケート どうやって本を読んでいますか」 - 『すばる』2019年1月号
- 「続・徒然日記」 - 『デーリー東北』2019年1月 - 連載中
- 「ブギーバックの冒険」 - 『東奥日報』2019年1月 - 2021年4月
- 「追悼 三浦建太郎」 - 『新潮』2021年8月号
- 「ファースト・ラヴ」 - 『すばる』2021年10月号
- 「第三の挿話」 - 『文學界』2022年1月号
- 「トム・ヨークについて」 - 『新潮』2022年12月号
- 「テロと戦時下の2022-2023日記リレー」 - 『新潮』2023年9月号
- 「その演劇的な死について――BUCK-TICKという毒薬」 - 『文學界』2024年1月号
- 「定価の声、本当の声」（尾崎世界観『転の声』書評） - 『新潮』2024年10月号

対談・鼎談
- 「高橋弘希の令和音楽考」波多野裕文（People In The Box） - 『すばる』2019年9月号
- 「ロックバンドは終わらない-邦楽ロック50年クロニクル ピエール中野（凛として時雨）×高橋弘希」 - 『文學界』2023年12月号
- 「メタル愛・夢の競演 にゃんごすたー×高橋弘希」 - 『東奥日報新聞』2024年1月

## 日本国外への翻訳
韓国
- 배웅불（손정임訳、해냄출판사、2019年5月） - 『送り火』

フランス
- Okuribi Renvoyer les morts（Miyako Slocombe訳、Belfond、2020年10月） - 『送り火』

スペイン
- OKURIBI. El festival de los muertos (Laura Beatrice Stetco Kerekes訳、QUATERNI、2023年10月)  - 『送り火』

イギリス
- Finger Bone（Takami Nieda訳、Honford Star、2023年6月） - 『指の骨』